# Catedral de Faenza
La Catedral de San Pedro Apóstol es el principal lugar de culto católico de la ciudad de Faenza, en Emilia-Romaña, iglesia madre de la diócesis de Faenza-Modigliana. Tiene la dignidad de basílica menor.
Expresión de la arquitectura renacentista en Romaña, tiene influencia toscana. Su construcción, diseñada por Giuliano da Maiano, se inició en 1474, y no fue terminada antes de 1515, aunque la fachada quedó inacabada; la consagración al culto de San Pedro Apóstol se produjo en 1581.
En octubre de 1948 el Papa Pío XII elevó la catedral a la dignidad de basílica menor.
Es la tercera de las catedrales de Faenza desde el origen de la Diócesis. La primera fue Santa María foris portam, catedral hasta el año 743. El segundo, cuya época de construcción se desconoce, se construyó en el lugar donde se ubica el actual, tenía fachada orientada al este y estaba dividido en tres naves.

## Descripción

### Externo
El exterior de la catedral se caracteriza por la fachada, precedida por una amplia escalera. Destaca su paramento, inacabado, que mantiene la textura de la fábrica de ladrillo visto con ladrillos salientes. En la parte inferior de la fachada, en correspondencia con las tres naves interiores, se abren tres portales de arcos de medio punto, mientras que en correspondencia con las capillas laterales se abren dos ventanas ojivales; en la parte superior, en cambio, dos óculos correspondientes a las naves laterales y dos altos ventanales monolingües y un rosetón correspondiente a la nave central. La fachada remata con un sencillo frontón triangular rematado por una cruz de hierro forjado .
Sobre el brazo derecho del crucero se encuentra el campanario. Es de tipo vela y alberga tres campanas, cada una dentro de su propio arco.

### Interior

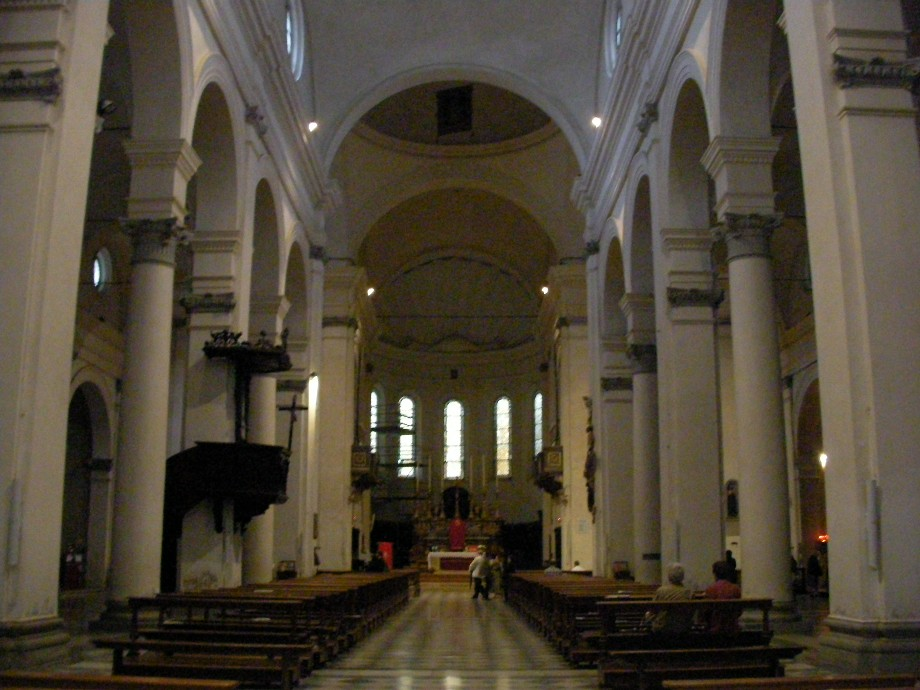
Interno

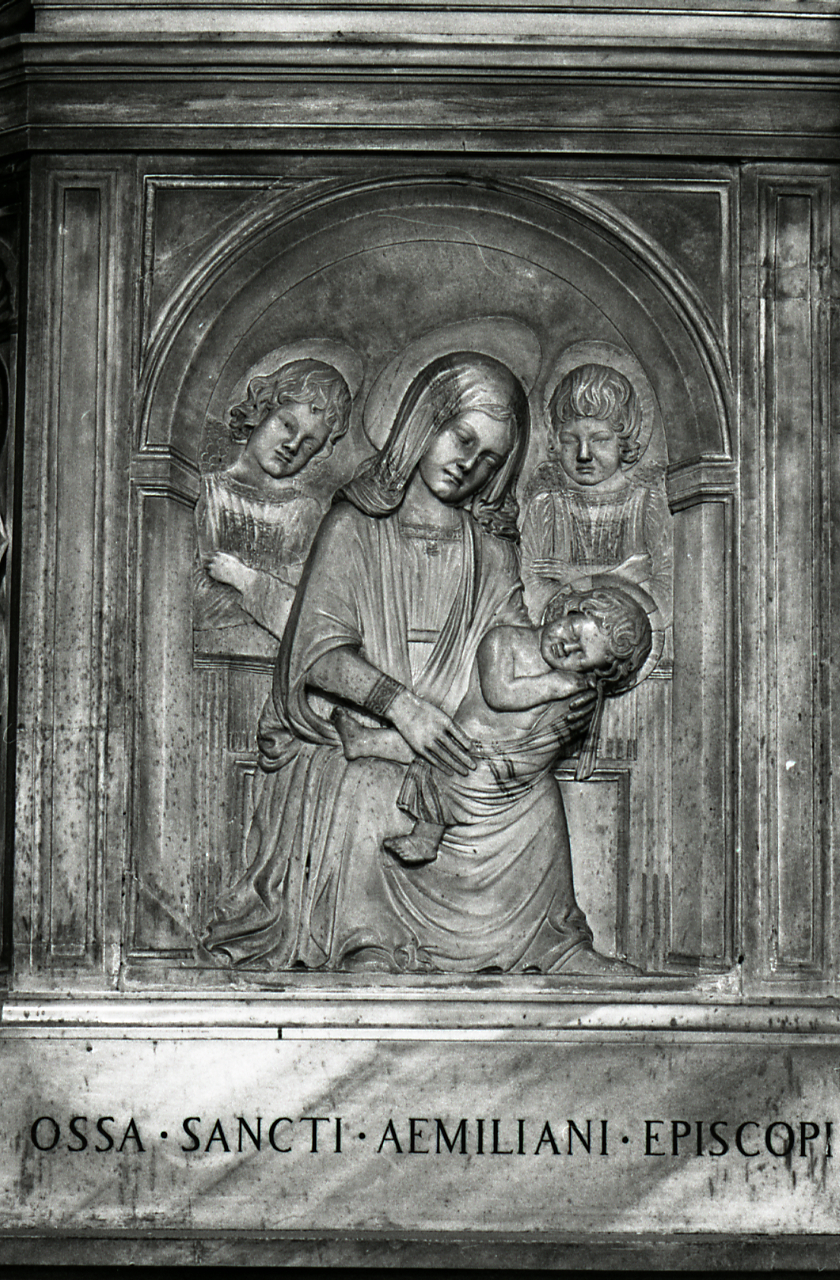
Detalle del arca de San Emiliano. Foto de Paolo Monti, 1979.

El interior de la catedral tiene planta de cruz latina con tres naves separadas por arcos de medio punto apoyados sobre pilares jónicos alternados con columnas compuestas; las naves están flanqueadas por ocho capillas a cada lado. El profundo ábside termina con una pila en forma de concha y está iluminado por cinco altos ventanales de una sola lanceta . Detrás del altar mayor, en mármol policromado, se encuentra el coro de madera, de 1513.
La catedral alberga obras de arte de la época del Renacimiento, especialmente esculturas, entre ellas:
- la capilla de la Santísima Virgen de las Gracias, erigida como santuario diocesano, que alberga un fresco separado de 1412; el fresco representa a María en el acto de romper flechas, simbolizando los peligros de los que ofrece protección;
- la capilla del Crucifijo alberga un Crucifijo de madera de 1474-1480, atribuido a Giovanni Teutonico;[3]
- el arca de San Terenzio di Imola,[4] de 1462, obra de un maestro toscano;
- el arca de San Savino, terminada en 1468, quizás esculpida en Florencia por Benedetto da Maiano. En 448 Astorgio II Manfredi asumió el señorío de Faenza, con las posesiones relacionadas, incluido Fusignano. Unos años más tarde hizo trasladar los restos de San Savino a la catedral, según la tradición. En 1471 fueron colocados en el arca. El primer reconocimiento de los restos conservados en él fue realizado por el obispo Erminio Valenti (1605-1618). En su interior se encontró una calavera, huesos y cenizas y un manuscrito que contiene la vida del santo. Las reliquias fueron colocadas en una nueva capilla. A finales del siglo XVIII se perdieron los vestigios de las reliquias del santo.
- el arca de Sant'Emiliano, de la segunda mitad del siglo XV (algunos relieves en mármol se encuentran hoy en el Museo Jacquemart-André de París);
- el cuadro de Innocenzo da Imola de la Santísima Virgen con el Niño Jesús y los santos Juan Bautista, Pedro y Pablo, Joaquín y Ana (óleo sobre tabla, 1526).

Altar de la Santísima Virgen de las Gracias
Patrona de Faenza y de la diócesis, su veneración se originó en 1412 cuando, durante la peste, se apareció a una mujer local llamada Giovanna, asegurándole que las oraciones del pueblo de Faenza habían sido respondidas y anunciándole el fin de la epidemia, como realmente sucedió. En el centro del altar se encuentra el fresco de la Madonna delle Grazie, originalmente colocado en la iglesia dominicana, por la cofradía del mismo nombre, en 1725/26. Cortada de la pared, la imagen fue trasladada a la Catedral en 1760, primero colocada en el altar mayor durante cinco años y luego trasladada, el 12 de mayo de 1765, a la capilla ya dedicada a los santos Pedro y Pablo.  El altar se incorporó a un altar de mármol anterior, quizás obra del escultor Tommaso Ruer.
La estructura es reconocible en la parte central con la imagen de la Virgen rodeada por una gloria de serafines entre dos columnas de mármol rojo francés, que sostienen un arquitrabe con dos angelitos. Luego aparecen otras dos columnas de mármol de Carrara blanco y negro que sostienen el tímpano roto, sobre el que se sientan dos angelitos con el trío de flechas rotas, símbolo de la cofradía; en el centro del frontón, un óvalo contiene un medallón con un bajorrelieve que representa la aparición de la Virgen.
El autor es Girolamo Domenico Bertos del difunto Bernardino, un marmolista y escultor veneciano, pero residente en Rávena . La Crónica de Carlo Zanelli (Manuscrito 48, IB, Biblioteca Municipal de Faenza), que con fecha del 4 de julio de 1727, señala (p. 208): " La Santísima Virgen de Gracias fue levantada del muro y fue colocada en un marco de roble y construyeron un nuevo altar, al terminar colocaron la mencionada Imagen dos pies más alta que en el antiguo. creador de dicho Altar fue el señor Girolamo Bertos y se le entregaron cuatrocientos diez escudos para la construcción y mármoles de dicho altar."

### Órgano
El órgano de tubos Mascioni opus 809 fue construido en 1962 . El instrumento tiene transmisión eléctrica y su consola cuenta con tres teclados de 61 notas cada uno y una pedalera cóncavo-radial de 32 notas.Las paradas principales del órgano se sitúan en los dos altos del coro a los lados del presbiterio ; el expresivo arcón y la consola se encuentran en el centro del coro de madera del ábside, oculto por el altar mayor .

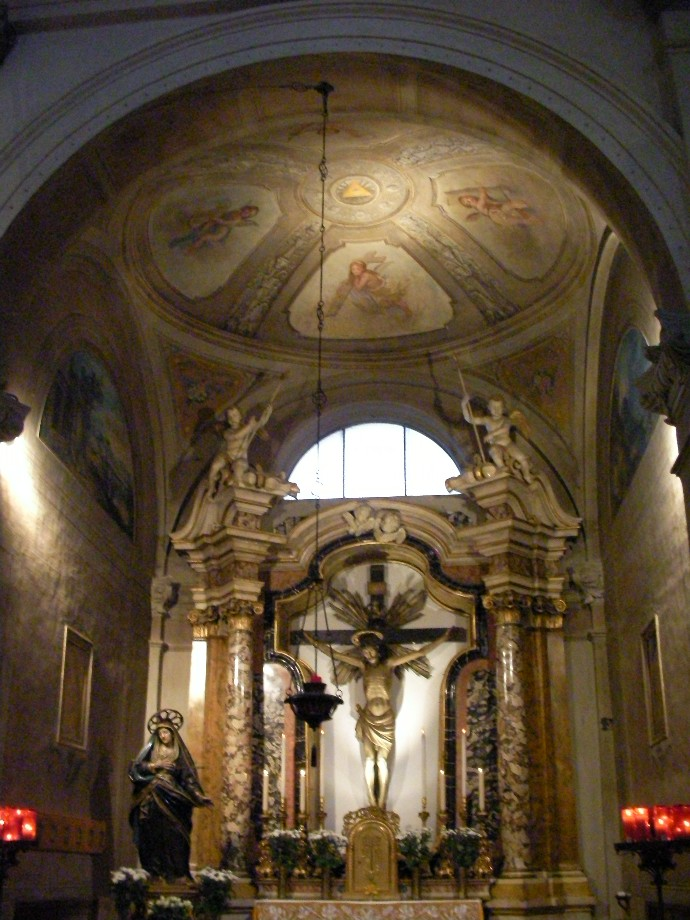
La capilla del Crucifijo
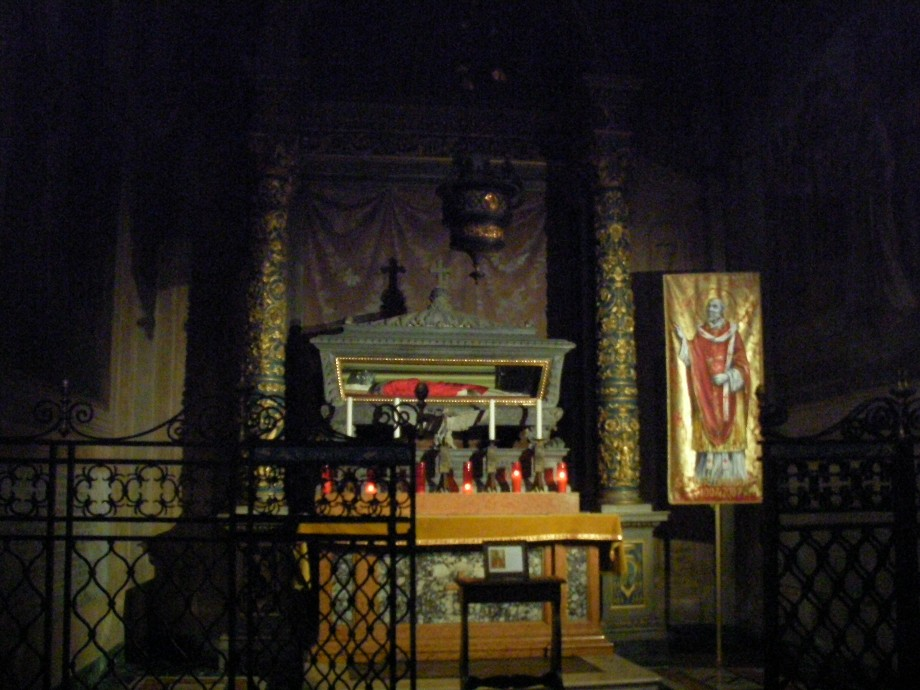
El capítulo dedicado aSan Pier Damiani
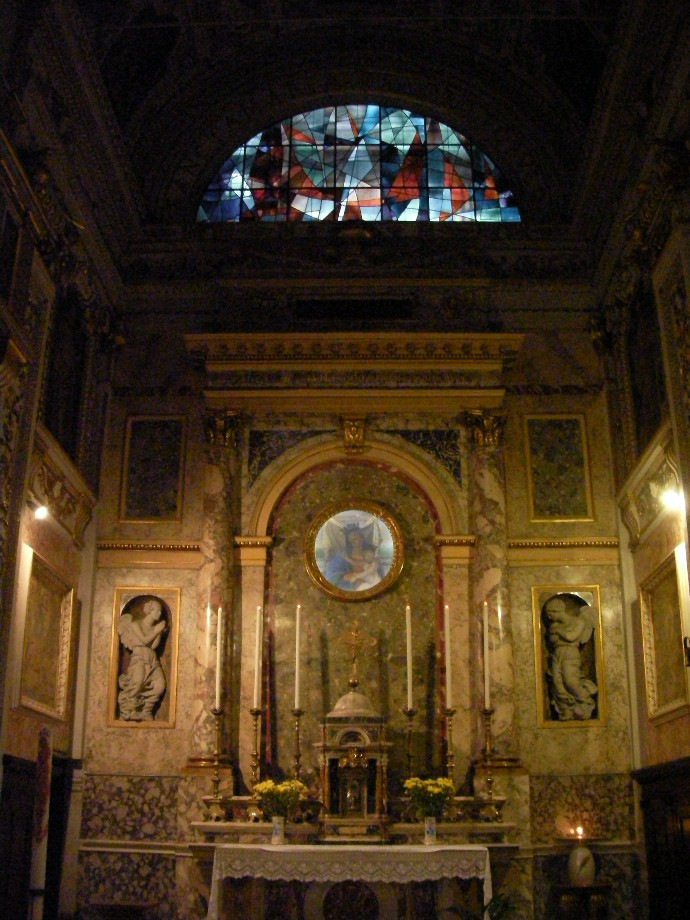
La capilla de la Madonna del Popolo
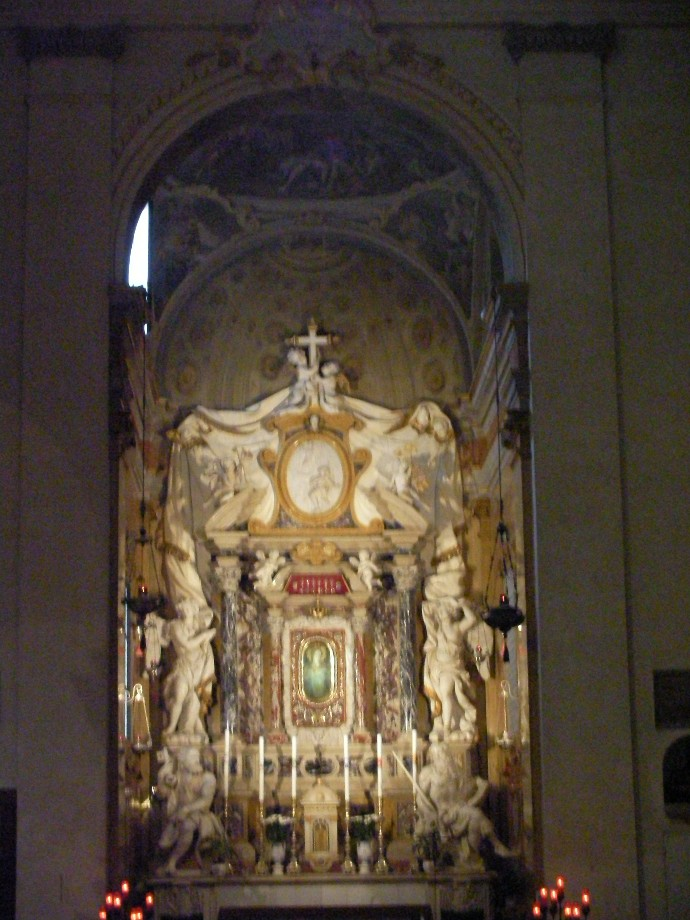
La capilla-santuario de la Santísima Virgen de las Gracias